# Vuelta a Castilla y León 2011
La Vuelta a Castilla y León 2011 fue la 26ª edición de esta carrera ciclista que transcurre por Castilla y León. Se disputó entre el 13 y el 17 de abril de 2011, sobre un total de 723,5 km, repartidos en cinco etapas, una de ellas contrarreloj individual, y otra con final en alto.
La prueba perteneció al UCI Europe Tour de los Circuitos Continentales UCI, dentro de la categoría 2.1.
Tomaron parte en la carrera 15 equipos. Los 2 equipos españoles de categoría UCI ProTeam (Movistar Team y Euskaltel-Euskadi); los 3 de categoría Profesional Continental (Geox-TMC y Caja Rural y Andalucía Caja Granada); y los 2 de categoría Continental (Orbea Continental y Burgos 2016-Castilla y León. En cuanto a representación extranjera, estuvieron 9 equipos: los UCI ProTeam del Sky Procycling, Rabobank Cycling Team y Saxo Bank-Sungard; los Profesionales Continentales del Colombia es Pasión-Café de Colombia, Saur-Sojasun y Colnago-CSF Inox; y los equipos de Continentales del Barbot-Efapel y EPM-UNE. Formando así un pelotón de 119 ciclistas, con 8 corredores cada equipo (excepto el Geox-TMC que salió con 7), de los que acabaron 107.
El ganador final fue Xavier Tondo (quien además se hizo con la clasificación de los españoles). Le acompañaron en el podio Bauke Mollema (que venció en la clasificación de la combinada) e Igor Antón, respectivamente.
En las otras clasificaciones secundarias se impusieron Raul Alarcón (montaña), Francisco Ventoso (regularidad, al ganar dos etapas), Rabobank (equipos) y Carlos Sastre (castellanoleonenses).

## Etapas
| Etapa | Fecha       | Recorrido                                     | km         | Ganador           | Líder             |
| ----- | ----------- | --------------------------------------------- | ---------- | ----------------- | ----------------- |
| 1ª    | 13 de abril | Medina de Rioseco-Palencia                    | 174,4      | Francisco Ventoso | Francisco Ventoso |
| 2ª    | 14 de abril | Valladolid-Salamanca                          | 213        | Francisco Ventoso | Francisco Ventoso |
| 3ª    | 15 de abril | Benavente-Laguna de los Peces                 | 158,8      | Filippo Savini    | Bauke Mollema     |
| 4ª    | 16 de abril | Zamora-Zamora                                 | 11,2 (CRI) | Richie Porte      | Xavier Tondo      |
| 5ª    | 18 de abril | Madrigal de las Altas Torres-Medina del Campo | 167,7      | Ben Swift         | Xavier Tondo      |

## Clasificaciones finales

### Clasificación general
| Posición | Ciclista           | Equipo            | Tiempo      |
| -------- | ------------------ | ----------------- | ----------- |
|          | Xavier Tondo       | Movistar          | 17h 01' 40" |
| 2        | Bauke Mollema      | Rabobank          | + 9"        |
| 3        | Igor Antón         | Euskaltel-Euskadi | + 17"       |
| 4        | Domenico Pozzovivo | Colnago-CSF Inox  | + 40"       |
| 5        | Jérôme Coppel      | Saur-Sojasun      | + 47"       |
| 6        | Juan Pablo Suárez  | EPM-UNE           | m.t.        |
| 7        | Darío Cioni        | Sky               | + 54"       |
| 8        | Ricardo García     | Orbea Continental | + 58"       |
| 9        | Juan Manuel Gárate | Rabobank          | + 59"       |
| 10       | Laurens Ten Dam    | Rabobank          | + 1' 16"    |

### Otras clasificaciones
- Clasificación de la montaña:  Raúl Alarcón (Barbot-Efapel)
- Clasificación de la regularidad:  Francisco Ventoso (Movistar)
- Clasificación de la combinada:  Bauke Mollema (Rabobank)
- Clasificación por equipos:  Rabobank
- Clasificación de españoles:  Xavier Tondo
- Clasificación de castellanoleonenses: Carlos Sastre

## Alberto Contador y el Caso Contador
A pesar de que Alberto Contador no diese positivo en esta carrera ni en las anteriores durante el año, el 6 de febrero de 2012 la UCI, a instancias del TAS, decidió anular todos los resultados del ciclista español durante el 2011 debido a su positivo por clembuterol en el Tour de Francia 2010.
Por lo tanto oficialmente Contador fue desclasificado de la ronda catalana con la indicación "0 DSQ" (descalificado) aunque indicando el tiempo y puntos de las clasificaciones parciales y finales. En la que había ganado la 3ª etapa como resultado parcial más destacado. Todos sus resultados parciales fueron anulados y su puesto quedó vacante excepto en el que salió victorioso en el que el segundo cogió su puesto quedándose el segundo vacante; y en la de la clasificación general diaria y final que en ese caso su exclusión supuso que los corredores que quedaron por detrás de él (hasta el 21º) subiesen un puesto en la clasificación, quedando vacante la vigesimoprimera posición. Teniendo su participación solo incidencia en la clasificación por equipos como suele ser habitual en estos casos de expulsión de corredores.
Esta sanción también tuvo incidencia en el UCI Europe Tour ya que sus puntos pasaron a otros corredores reestructurándose así no solo la clasificación individual sino la de por equipos y la de por países, aunque esta carrera no pertenecía a dicho circuito y Contador no aspiraba a puntuación.